# 急弯棘豆
急弯棘豆（学名：Oxytropis deflexa）为豆科棘豆属下的一个种。